# Litourgiya
Litourgiya (с англ. — «Литургия») — дебютный студийный альбом польской группы Batushka, выполненный в жанре блэк-метала.
Альбом занял 3 место в списке 20 лучших альбомов 2015 года по версии сайта Metal Storm.

## История создания
Группа Batushka была основана в 2015 году Кшиштофом Драбиковски в Польше. Идея ему пришла во время прослушивания церковных песнопений в YouTube: в комментариях, говорит музыкант, он заметил сообщение с текстом «божьи хоралы более металлические, чем любой сатанинский блэк-метал». Тогда он пригласил барабанщика Мартина Белемюка и вокалиста Бартоломея Крысюка из группы Hermh, чтобы создать блэк-метал проект, активно использующих церковную атрибутику. Большую часть 2015 года группа записывала альбом в доме близ реки Бяла на юге Польши. Кшиштофу пришлось выучить старославянский язык, на котором были написаны все песни. Это, как утверждает Драбиковски, «было просто», поскольку в этом ему помогло знание русского языка, который он изучал в течение 8 лет в школе.
Выпуск Litourgiya состоялся 5 декабря 2015 года на лейбле Witching Hour Productions. Тираж составил 300 копий двухсторонних дисков. В качестве оформления было использовано изображение Богородицы. Лейбл Mazzar Records выпустил компакт-диски альбома в мае 2016 года. Представитель лейбла заявил, что «желает донести музыку Batushka до российской аудитории, несмотря на сорванные в России концерты».

## Отзывы критиков
| Оценки критиков | Оценки критиков |
| Источник        | Оценка          |
| --------------- | --------------- |
| Metal.de        | [ 5 ]           |

Херр Мёллер из Metal.de пишет: «Просто поразительно, как Batushka удалось с нуля создать такой хорошо сбалансированный, безупречный альбом. Тот факт, что музыканты, участвующие в проекте, уже получили опыт в других группах, слышен в каждой секунде „Литургии“, потому что этот альбом ни на секунду не звучит как дебютный. Batushka гонится от кульминации к кульминации, от сакрального вступления в „Ектения I“, которое затем проходит через всю песню, к более быстрой „Ектения II“ с её кульминацией в последней части, к „Ектения III“, которая с её катарсической, возвышенной соло-гитарой, вероятно, может считаться кульминацией альбома…».

## Список композиций
| №  | Название                    | Длительность |
| -- | --------------------------- | ------------ |
| 1. | «Ектения I: Очищение»       | 5:45         |
| 2. | «Ектения II: Благословение» | 4:22         |
| 3. | «Ектения III: Премудрость»  | 4:51         |
| 4. | «Ектения IV: Милость»       | 5:19         |
| 5. | «Ектения V: Святый вход»    | 6:00         |
| 6. | «Ектения VI: Упование»      | 4:13         |
| 7. | «Ектения VII: Истина»       | 5:34         |
| 8. | «Ектения VIII: Спасение»    | 5:09         |

## Участники записи
- Варфоломей (Бартоломей Крысюк) — вокал
- Мартин (Мартин Белемюк) — ударные
- Христофор (Кшиштоф Драбиковский) — гитара, бас-гитара, вокал